# MLB 런던 시리즈

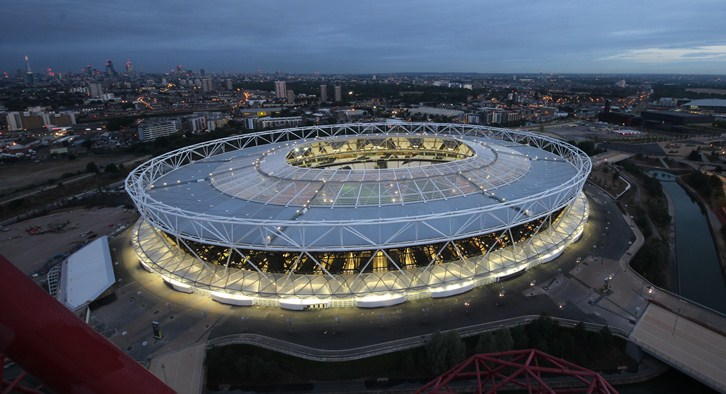
2015년 6월 런던 스타디움

MLB 런던 시리즈(영어: MLB London Series)는 2019년, 2020년 MLB과 런던시의 합의로 개최된다. 2019년 6월 30일부터 7월 1일까지 뉴욕 양키스와 보스턴 레드삭스가 런던 스타디움에서 정규시즌 경기를 치른다. 2020년 6월 13일부터 6월 14일까지 시카고 컵스와 세인트루이스 카디널스가 런던 스타디움에서 정규시즌 경기를 치른다.

## 내력
| 시즌 | 날짜     | 원정팀            | 스코어  | 홈팀                  | 개최지        | 관중수 |
| ---- | -------- | ----------------- | ------- | --------------------- | ------------- | ------ |
| 2019 | 6월 30일 | 뉴욕 양키스       | 17 - 13 | 보스턴 레드삭스       | 런던 스타디움 | 59,659 |
| 2019 | 7월 1일  | 뉴욕 양키스       | 12 - 8  | 보스턴 레드삭스       | 런던 스타디움 | 59,059 |
| 2020 | 6월 13일 | 시카고 컵스       | [ 1 ]   | 세인트루이스 카디널스 | 런던 스타디움 | 빈칸   |
| 2020 | 6월 14일 | 시카고 컵스       | [ 1 ]   | 세인트루이스 카디널스 | 런던 스타디움 | 빈칸   |
| 2021 | 미개최   | 미개최            | 미개최  | 미개최                | 미개최        | 미개최 |
| 2022 | 미개최   | 미개최            | 미개최  | 미개최                | 미개최        | 미개최 |
| 2023 | 6월 24일 | 시카고 컵스       | 9 - 1   | 세인트루이스 카디널스 | 런던 스타디움 | 54,662 |
| 2023 | 6월 25일 | 시카고 컵스       | 5 - 7   | 세인트루이스 카디널스 | 런던 스타디움 | 55,565 |
| 2024 | 6월 8일  | 필라델피아 필리스 | 7 - 2   | 뉴욕 메츠             | 런던 스타디움 | 53,882 |
| 2024 | 6월 9일  | 뉴욕 메츠         | 6 - 5   | 필라델피아 필리스     | 런던 스타디움 | 55,074 |

## 중계
- SPOTV
- BBC
- FOX
- ESPN